# Целігув
Целігув (пол. Celigów) — село в Польщі, у гміні Глухув Скерневицького повіту Лодзинського воєводства.
Населення — 231 особа (2011).
У 1975-1998 роках село належало до Скерневицького воєводства.

## Демографія
Демографічна структура станом на 31 березня 2011 року:
|          | Загалом | Допрацездатний вік | Працездатний вік | Постпрацездатний вік |
| -------- | ------- | ------------------ | ---------------- | -------------------- |
| Чоловіки | 116     | 22                 | 79               | 15                   |
| Жінки    | 115     | 23                 | 61               | 31                   |
| Разом    | 231     | 45                 | 140              | 46                   |